# Skids
Skids war eine britische Punkband aus Dunfermline.

## Werdegang
Die 1977 gegründete Band, die zur ersten Welle des Punk gehörte, war die wichtigste Punkband dieser Zeit in Schottland, und eroberte im Jahr 1979 auch die Charts. Die Köpfe der Band waren Stuart Adamson und Richard Jobson, die einen Großteil des musikalischen Programms schrieben. Richard Jobson war es auch, der als einziges Mitglied bis zum Ende dabei war. Skids litten von Anfang an unter häufigem Mitgliederwechsel. Insgesamt verbrachten sie mit verschiedenen Singles ein halbes Jahr in den britischen Charts, die Single Into the Valley kam in die Top 10 und führte zu einem Auftritt bei Top of the Pops.
Prominent gesampelt wurden sie in den 1990er-Jahren von den Manic Street Preachers im Song Motown Junk. 2006 wurde ihr Titel The Saints Are Coming von U2 und Green Day zugunsten der Opfer des Hurrikans Katrina gecovert. Ein weiteres Cover dieses Liedes entstand 2008 von der Gruppe Von Thronstahl.
Stuart Adamson gründete 1981 Big Country und in den 1990er-Jahren die Alternative-Country-Band The Raphaels. Er starb im Dezember 2001 in Honolulu durch Suizid.

## Diskografie

### Alben
| Jahr | Titel                  | Höchstplatzierung, Gesamtwochen, AuszeichnungChartsChartplatzierungen (Jahr, Titel, Platzierungen, Wochen, Auszeichnungen, Anmerkungen) | Anmerkungen                 |
| Jahr | Titel                  | UK | Anmerkungen                 |
| ---- | ---------------------- | --- | --------------------------- |
| 1979 | Scared to Dance        | UK19 (11 Wo.)UK |                             |
| 1979 | Days in Europa         | UK32 (5 Wo.)UK |                             |
| 1980 | The Absolute Game      | UK9 (5 Wo.)UK |                             |
| 2002 | The Greatest Hits      | UK71 (1 Wo.)UK | Kompilation mit Big Country |
| 2018 | Burning Cities         | UK28 (1 Wo.)UK |                             |
| 2023 | Destination Düsseldorf | UK36 (1 Wo.)UK |                             |

Weitere Alben
- 1981: Joy
- 1982: Fanfare (Kompilation)
- 2019: Peaceful Times
- 2021: Songs from a Haunted Ballroom

### Singles
| Jahr | Titel                                        | Höchstplatzierung, Gesamtwochen, AuszeichnungChartsChartplatzierungen (Jahr, Titel, Platzierungen, Wochen, Auszeichnungen, Anmerkungen) | Anmerkungen |
| Jahr | Titel                                        | UK | Anmerkungen |
| ---- | -------------------------------------------- | --- | ----------- |
| 1978 | Sweet Suburbia                               | UK70 (3 Wo.)UK |             |
| 1978 | The Saints Are Coming Scared to Dance        | UK48 (3 Wo.)UK |             |
| 1979 | Into the Valley Scared to Dance              | UK10 (11 Wo.)UK |             |
| 1979 | Masquerade                                   | UK14 (9 Wo.)UK |             |
| 1979 | Charade Days in Europa                       | UK31 (6 Wo.)UK |             |
| 1979 | Working for the Yankee Dollar Days in Europa | UK20 (11 Wo.)UK |             |
| 1980 | Animation Days in Europa                     | UK56 (3 Wo.)UK |             |
| 1980 | Circus Games The Absolute Game               | UK32 (7 Wo.)UK |             |
| 1980 | Goodbye Civilian The Absolute Game           | UK52 (4 Wo.)UK |             |
| 1981 | Woman in Winter The Absolute Game            | UK49 (3 Wo.)UK |             |

Weitere Singles
- 1977: Charles (No Bad Records)
- 1980: Fields (Virgin)
- 1981: Iona (Virgin)